# Obsession (canção)
Obsession (Hangul: 욕-慾) é uma música eletrônica interpretada pela boy band sul-coreana Shinee.

## Antecedentes
De acordo com a Naver Music, "Obsession" pertence ao gênero musical eletrônica. O uso também fez instrumental de guitarra. A canção foi composta e arranjada pelos produtores musicais Sean Alexander e Jimmy Burney, bem como John Ho. Alexander também compôs "Shout Out", outra faixa do álbum. Ele também é creditado na produção de sucesso do single passado de Shinee, "Amigo" de seu primeiro álbum. A letra da obra foram escritas pelo vocalista do Shinee Jonghyun, enquanto que as partes de rap foram escritas pelo rapper principal do grupo Choi Minho. "Obsession" fala da "história de amor de um homem que grita de dor".

## Lançamento e promoção
"Obsession" foi incluída como a quinta faixa no segundo álbum de estúdio em coreano do SHINee, Lucifer, que foi lançado digitalmente em 19 de julho de 2010 sob a gravadora SM Entertainment e distribuido por KMP Holdings. Mais tarde, foi realizada por Shinee durante sua primeira turnê asiática Shinee World e a versão ao vivo foi incluída no álbum ao vivo Shinee World.

### The Warrior's Way
A canção foi escolhida como música tema para o filme da Nova Zelândia-Coreia do Sul The Warrior's Way. Um vídeo com cenas do filme também foi lançado em 27 de novembro de 2010.

## Recepção
"Obsession" alcançou a posição 39 no Gaon Chart. O crítico de K-pop McRoth encontrou a instrumentação a ser "assombrosa ainda bonita e apreciou as camadas presentes na canção. A revisão também mencionou a 'bem colocada' transição de voz do membro Lee Taemin para Jonghyun. Popreviewsnow descreveu que os versos da canção são bonitos, mas o coro é "demasiado excessivo".
| Gráfico             | Melhores posições |
| ------------------- | ----------------- |
| Gaon Weekly singles | 39                |